# 로딩 화면

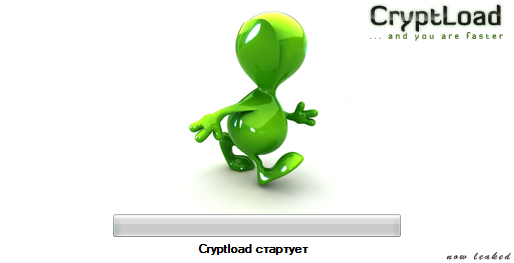
로딩 화면

로딩 화면(Loading screen)은 컴퓨터 프로그램이 로드(프로그램 데이터를 디스크에서 RAM으로 이동)하거나 초기화하는 동안 프로그램(주로 비디오 게임)에서 표시되는 화면이다.
초기 비디오 게임에서 로딩 화면은 그래픽 아티스트가 게임 내 그래픽에 필요한 기술적 제한 없이 창의력을 발휘할 수 있는 기회이기도 했다. 이 기간 동안 도면 유틸리티도 제한되었다. 확대/축소 기능이 있는 몇 안 되는 8비트 화면 유틸리티 중 하나인 멜버른 드로(Melbourne Draw)는 아티스트가 선택한 프로그램 중 하나였다.
로딩 화면은 비디오 게임에서 일반적으로 사용되지만, 이제 배경 로딩(background loading)이 많은 게임, 특히 오픈 월드 타이틀에서 사용되어 게임을 정상적으로 이동하는 동안 로딩 화면을 제거하고 로드 거리보다 더 멀리 "순간이동"할 때만 나타나도록 하거나(예: 워프 또는 빠른 이동) 게임이 로드할 수 있는 것보다 빠르게 이동한다.